# 도부 철도 60000계 전동차
도부 철도 60000계 전동차(일본어: 東武60000系電車)는 2013년 6월에 도입된 도부 철도의 통근형 전동차이다.

## 개요
노다 선에서 운영되는 8000계 전동차를 대체하러 노다 선 전용 신규 전동차로 도입된 차량이다.
6량으로 1편성을 구성한다.